# Obbola
Obbola este o localitate (zonă urbană) situată în partea de est a Suediei în comuna Umeå, pe insula omonimă din delta râului Ume.